# 鳥沼公園

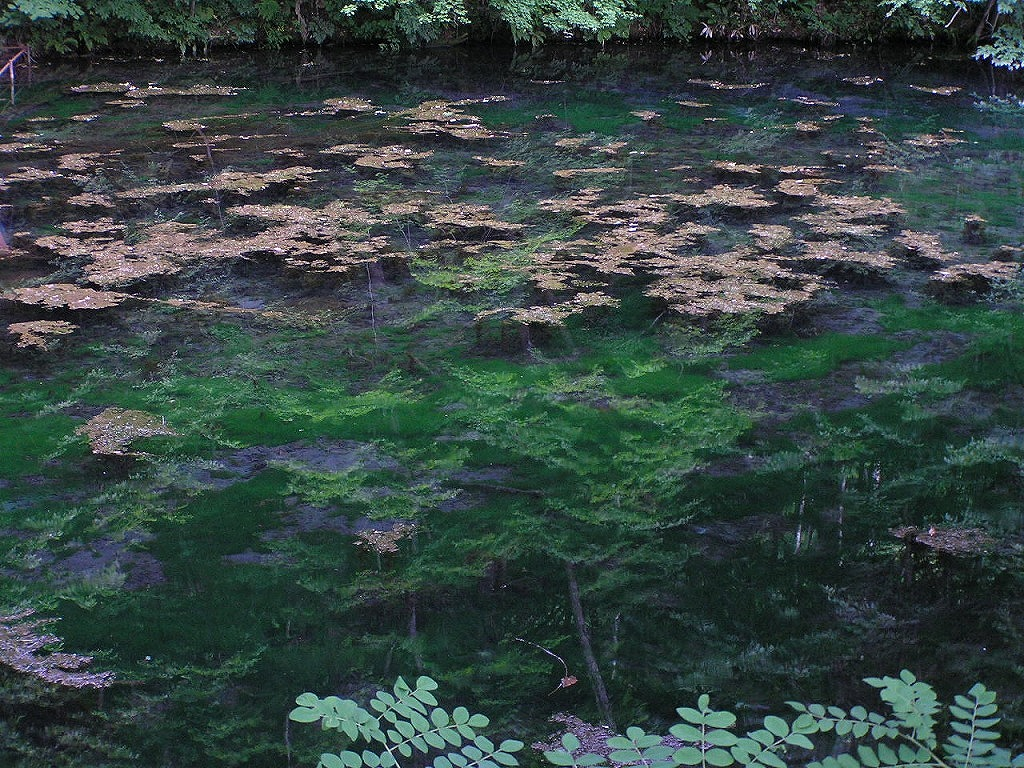
鳥沼公園の沼（2006年6月）

鳥沼公園（とりぬまこうえん）は、北海道富良野市にある公園。

## 概要
富良野市郊外にある北海道道298号上富良野旭中富良野線を挟んで位置している。名称はアイヌ語の「チカプ・ウン・トー」を意訳した「鳥のいる沼」に由来している。当初は総合公園として都市計画していたが、1984年（昭和59年）に種別を風致公園に変更した。
原生林を自然のまま利用しており、ミズナラ、ハンノキ、ヤチダモなどが生い茂っているほか、40種類以上の野鳥やエゾリスなどの小動物も見ることができる。湧水で透明度の高い沼があり、周辺地域では珍しい不凍沼である。春にはミズバショウ、夏にはホタルが観察できる。
小田観蛍の歌碑「十勝岳 火は生くかぎり 絶えせねば はしき道も れは行くべし」を建立している。
2016年8月30日に北海道に甚大な被害をもたらした台風10号の通過後、美瑛町の青い池のように変色し、話題になっている。原因は不明だが、2つある湧水口付近が最も青い。

## 施設
かつては鳥沼公園キャンプ場があったが、2003年（平成15年）に閉鎖された。
- ボート
  - 夏季のみ日中は無料（セルフ式）で利用できたが、2016年に閉鎖された。

## 鳥沼公園が舞台（ロケ地）となった作品
テレビドラマ
『北の国から'98時代』
『華麗なる一族』

## 参考資料
- “ハートヒルパーク展望台・鳥沼公園”. 北海道ファンマガジン.   PNG Office (2008年3月14日). 2016年4月14日閲覧。
- “驚くほど透明度の高い沼でタダでボートに乗れる！富良野「鳥沼公園」”. 北海道ファンマガジン.   PNG Office (2015年8月24日). 2016年4月14日閲覧。